# Stanisław Wigura
Stanisław Wigura (9. dubna 1903 Žytomyr – 11. září 1932 při leteckém neštěstí v Horním Těrlicku) byl polský letecký konstruktér, inženýr a
spoluzakladatel konstrukčního týmu RWD a přednášející na Varšavské technické univerzitě.

## Životopis
Od raného věku se zajímal o technologie a letectví a byl aktivním skautem. Během polsko-bolševické války v roce 1920 působil jako dobrovolník v 8. polním dělostřeleckém pluku. Po válce se vrátil k dalšímu vzdělání. V roce 1922 maturoval na gymnáziu Jana Zamoyského ve Varšavě [4] a zahájil studium na Fakultě strojního inženýrství Varšavské technické univerzity. Byl jedním ze zakladatelů Letecké sekce Klubu studentské mechaniky. Na univerzitě se mimo jiné setkal se Stanisławem Rogalskim a Jerzym Drzewieckim. V prosinci 1925 studenti zprovoznili dílny letecké sekce, ve kterých stavěli letadla. V roce 1926 Wigura a Rogalski vyvinuli svůj první WR-1, vyrobený v roce 1927.
V roce 1927 zahájili Rogalski, Wigura a Drzewiecki trvalou spolupráci a vytvořili konstrukční tým RWD, pojmenovaný podle iniciál zakladatelů. Wigura byl zodpovědný hlavně za konstrukční výpočty. V roce 1928 vyrobili první sportovní letadlo RWD-1 oceněné za originální design (byla vyrobena jedna kopie). V roce 1929 Wigura absolvoval polytechniku a stal se inženýrem v oboru strojírenství a mechaniky. Ve stejném roce získal diplom sportovního pilota v Akademickém aeroklubu. Tým RWD začal stavět stále úspěšnější letadla - sportovní RWD-2 z roku 1929 byl postaven v počtu 4 a jeho vylepšená verze RWD-4 od roku 1930 - v počtu 9. Tyto letouny byly aktivně používány v polském leteckém sportu na počátku 30. let a byly úspěšné.
V té době se Wigura také sám začal věnovat leteckému sportu. Nejvýznamnějším faktorem bylo jeho přátelství s o 6 let starším poručíkem pilotem Franciszkem Żwirkem, který byl v roce 1929 přidělen vojenskými úřady na pozici styčného důstojníka v akademickém aeroklubu.

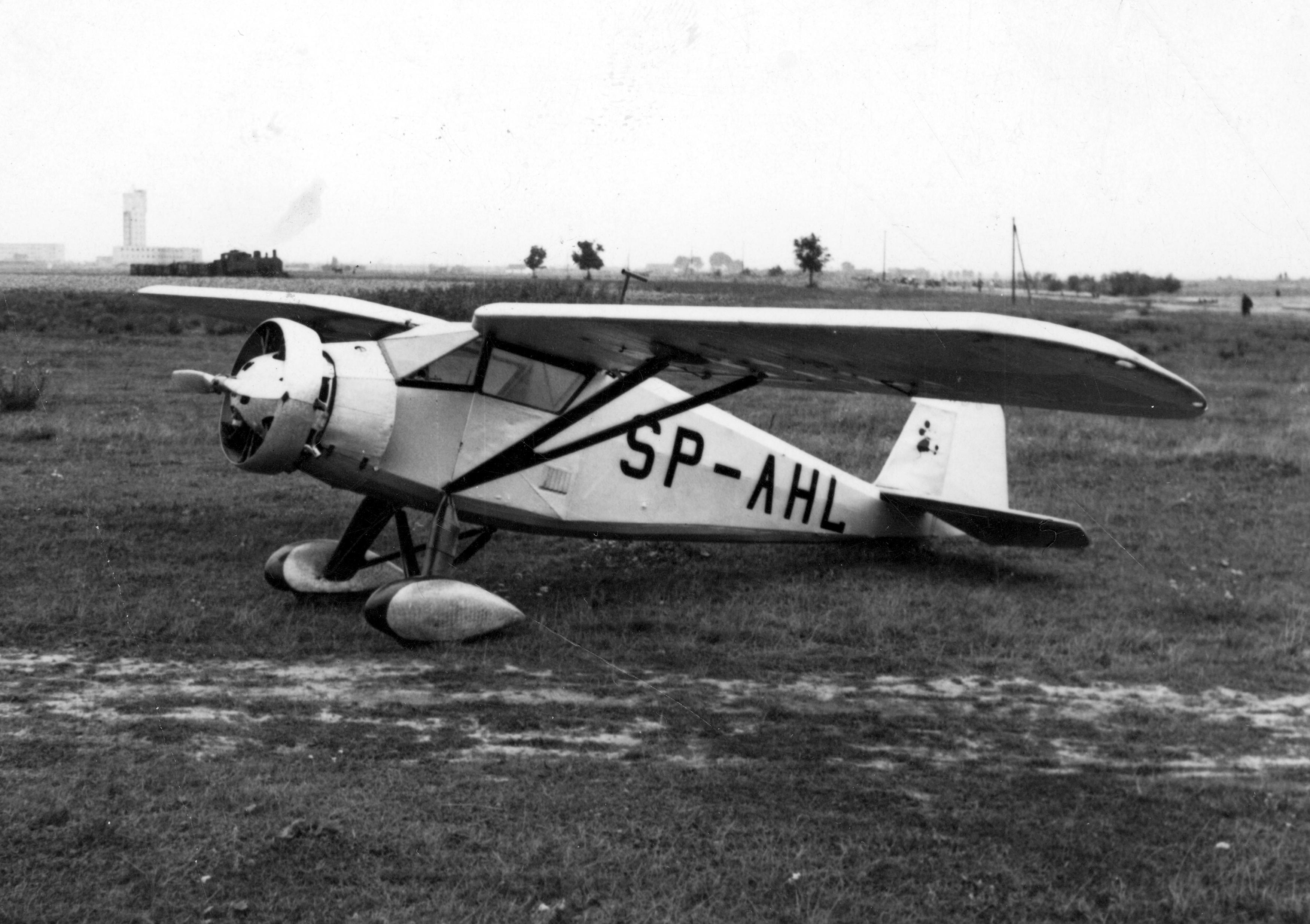
RWD 6 SP-AHL

Od té doby Wigura nejčastěji létal v posádce se Żwirkou jako mechanik. Mezi 9. srpnem a 6. zářím 1929 provedli na prvním RWD-2 kruhový objezd kolem Evropy, dlouhý téměř 5 000 km, na trase Varšava – Frankfurt – Paříž – Barcelona – Marseille – Milán – Varšava. 6. října, také na RWD-2, vyhráli 1.rally nad jihozápadním Polskem. V červenci 1930 se Żwirko s Wigurou v letadle RWD-4 zúčastnili mezinárodní soutěže turistických letadel Challenge 1930, ale 25. července, po nuceném přistání ve Španělsku, museli kvůli poruše motoru odstoupit. 7. září 1930 zvítězil Żwirko s Wigurou na RWD-2 na 2.rally nad jihozápadním Polskem, na přelomu září a října 1930 na RWD-4 vyhráli 3. národní turistickou leteckou soutěž a na přelomu září a října 1931 na prototypu RWD-5 – 4. národní turistickou leteckou soutěž.
Mezitím Wigura spolu s dalšími konstruktéry navrhli nová letadla: RWD-3 z roku 1930), sportovní RWD-7 pro překonání výškového rekordu z roku) a sportovní RWD-5 z roku 1931, postavený v počtu 20 kusů. a proslulý svým letem přes Atlantik. V roce 1932 bylo vytvořeno moderní sportovní letadlo RWD-6, určené pro soutěž turistických letadel Challenge 1932. V soutěži konané ve dnech 20. – 28. srpna 1932 obsadila posádka Żwirko i Wigura na RWD-6 první místo, vyhrála s německými posádkami (považovanými za favority) a posádkami ostatních států a přinesla polskému letectví velký úspěch. Na památku této události se 28. srpna slaví Den polského letectví.

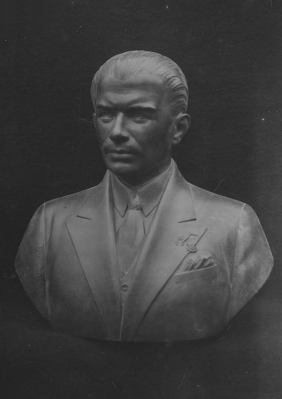
Busta St.Wigury

11. září 1932 během cesty na letecké shromáždění v Praze zahynuli Franciszek Żwirko a Stanisław Wigura v prudké bouři v lese v Horním Těrlicku na Těšinsku v Československu. Toto místo je nyní známé jako „Żwirkowisko“.